# The Tiger Lily (film 1919)
The Tiger Lily è un film muto del 1919 diretto da George L. Cox. Prodotto dalla American Film Company, aveva come interpreti Margarita Fischer, Emory Johnson, George Periolat, E. Alyn Warren, J. Barney Sherry, Rosita Marstini, Beatrice Van.

## Trama

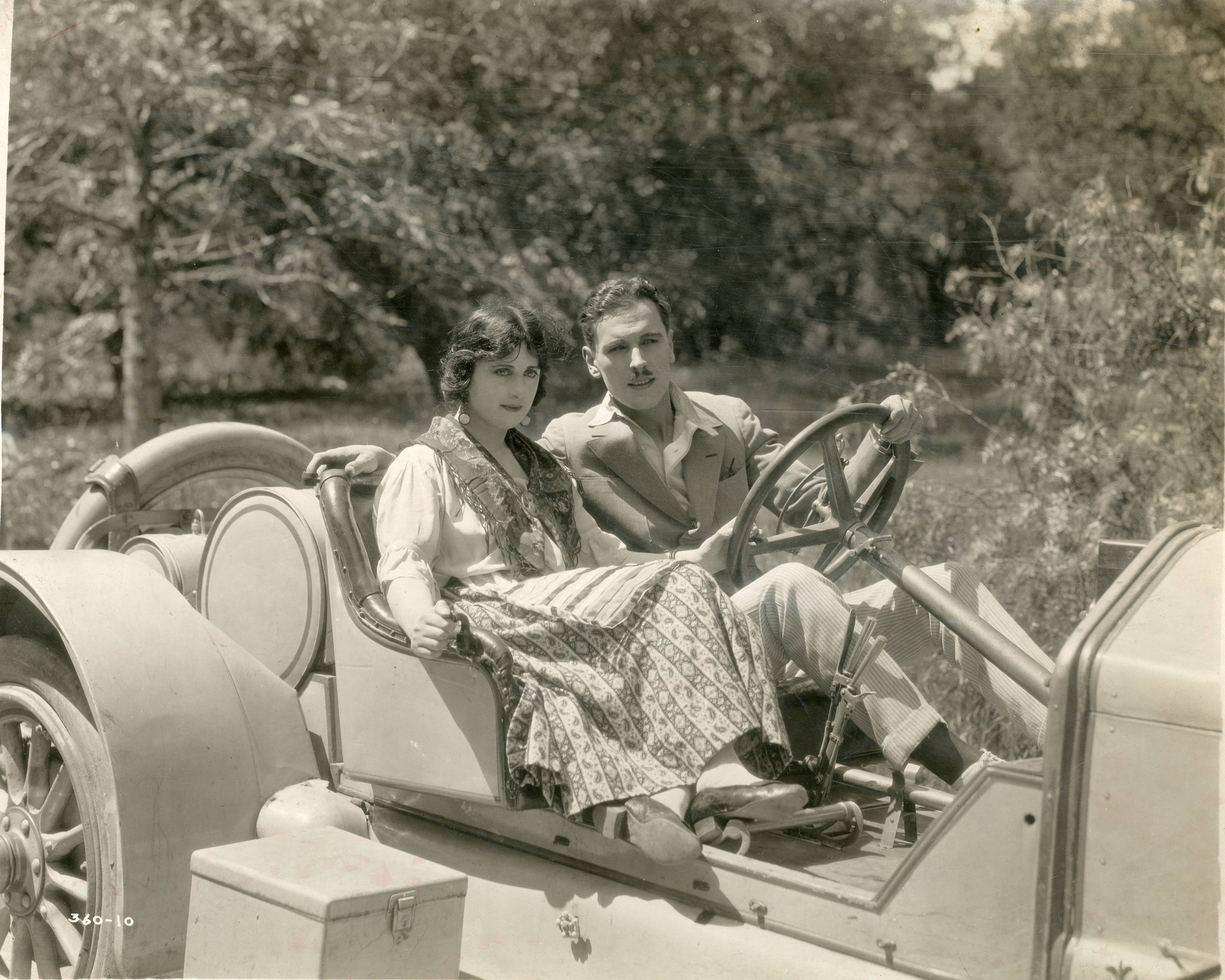
Una scena del film con Margarita Fischer

La clientela della Little Italy, la locanda italiana di Luigi, è frequentata in gran parte da clienti che ammirano la nipote del padrone, la bella Carmina, nota anche come "Tiger Lily", sempre pronta a redarguire e a mettere al loro posto gli ammiratori più scalmanati. Anche Giovanni, giunto in America per vendicare l'onore del fratello la cui fidanzata, anni prima, aveva sposato un altro uomo, si innamora di lei. Alla locanda arriva pure Philip Remington, figlio del proprietario dei locali dati in affitto a Luigi, per indagare su alcune dicerie che circolano sulla locanda. Quando Giovanni vede l'attrazione che Carmina dimostra per Philip, paga Luigi per ottenere la sua mano. Lei scappa via e Philip le offre rifugio a casa sua, presso sua madre. La signora Remington è proprio la donna di cui Giovanni è alla ricerca, quella che aveva abbandonato suo fratello e la sua vendetta sarà quella di ucciderla insieme al marito. Nel frattempo, la signora Remington cerca di dissuadere il figlio a legarsi a Carmina, mentre lui, al contrario, la trova sempre più affascinante. Sua madre convince, allora, Carmina ad andarsene. Dopo avere scoperto, però, i piani criminosi di Giovanni, Carmina avvisa la polizia che riesce ad arrestare l'uomo. Ora i Remington accettano Carmina che entra così a fare parte della loro famiglia come futura nuora.

## Produzione
Il film fu prodotto dall'American Film Company. Girato dopo la guerra, vi appare il nome dell'attrice protagonista come quello di Margarita Fisher (invece che Fischer), perché l'attrice lo aveva cambiato a causa dei sentimenti antitedeschi degli americani dell'epoca.

## Distribuzione
Il copyright del film, richiesto dalla American Film Co., fu registrato l'11 luglio 1919 con il numero LP13935.

Distribuito dalla Pathé Exchange, il film uscì nelle sale statunitensi il 27 luglio 1919. In Francia, prese il titolo Jackie la petite tigresse.
Non si conoscono copie ancora esistenti della pellicola che viene considerata presumibilmente perduta.